# Balkenbrücke

Balkenbrücke

Die Balkenbrücke ist eine der Grundformen der Brücken neben der Bogenbrücke, der Rahmenbrücke und den seilverspannten Konstruktionen (Hängebrücke, Schrägseilbrücke u. s. w.).
In der Geschichte des Brückenbaus ist es der älteste Bautyp, beginnend mit dem Baumstamm, der über einen Bach gelegt wurde.

## Allgemeine Beschreibung
In seiner einfachsten Bedeutung bezeichnet der Begriff eine Brücke aus horizontal angeordneten Holzbalken. Im Bauwesen werden solche Balken als Träger gesehen, der die aufliegenden Lasten an senkrechte Stützen ableitet. In diesem Sinne umfasst der Begriff alle Brücken mit horizontalen Balken aus jedem der gängigen Materialien wie Holz, Stein, Beton, Eisen und Stahl oder einem Verbund von Beton und Stahl und unabhängig von ihrer Form (Doppel-T-Träger, Vollwandträger, Hohlkasten etc.). In einem erweiterten Sinn umfasst der Begriff alle Tragwerke, die sich wie Balken verhalten, also insbesondere die Fachwerkbrücken (mit Ausnahme der Fachwerk-Bogenbrücke).
Der Überbau, also der Balken einer Balkenbrücke, liegt auf den Pfeilern und Widerlagern bzw. den dort angeordneten Lagern. Üblicherweise ist der Überbau vom Unterbau durch die Lager deutlich sichtbar getrennt. Anders als bei der Bogenbrücke treten dort vor allem lotrechte Kräfte aus dem Eigengewicht des Balkens und dem Verkehrsgewicht auf. Horizontalkräfte sind vergleichsweise gering, sie werden durch temperaturbedingte Längenänderungen, Windlasten und Brems- und Beschleunigungskräfte des Verkehrs auf der Brücke erzeugt.
Das Eigengewicht des Balkens und das Verkehrsgewicht wirken natürlich auf den Balken selbst ein. Der Balken biegt sich durch, in seinem oberen Bereich treten Druckkräfte, in seinem unteren Bereich Zugkräfte auf. Neben dem Biegemoment treten auch Längs- und Querkräfte sowie Torsionsmomente auf. Diese Kräfte werden von der Balkentheorie erfasst, die nach vorwiegend gedanklichen Experimenten von Leonardo da Vinci durch Galileo Galilei begründet und seitdem von einer Reihe bedeutender Wissenschaftler weiterentwickelt wurde. Henri Navier fasste sie erstmals in den 1820er Jahren für den Brückenbau zusammen.

## Arten der Balkenbrücke
Balkenbrücken aus Holz sind insbesondere Pfahljochbrücken, die, wie Caesars Rheinbrücken, schon in der Antike gebaut wurden.
Auch die Spreng- und Hängewerke, die bei größeren Öffnungen gebaut wurden, sind Balkenbrücken, ebenso die im Spätmittelalter entstandenen und viele der ab dem 19. Jahrhundert in Nordamerika häufig gebauten gedeckten Brücken (wenn sie nicht, wie bei manchen Burr Trusses, in erster Linie von einem Bogen getragen werden).
Balkenbrücken aus Stein bzw. Steinplattenbrücken wie die Postbridge Clapper Bridge in England oder die Anping-Brücke in China sind selten, da große Steinplatten nicht oft vorkommen, schwer zu transportieren sind und bei größerer Länge leicht brechen.
Gitterträgerbrücken sind immer Balkenbrücken.
Fachwerkbrücken sind häufig Balkenbrücken, wenn sie nicht Bogenbrücken sind, bei denen der Bogen selbst aus Fachwerk besteht. Auch die im 19. Jahrhundert häufigen schmiedeeisernen Fachwerkbrücken mit gebogenen Gurten wie der Linsenträger, der Parabelträger, der Halbparabelträger, der Fischbauchträger oder der Schwedlerträger sind Balkenträger, da die tragende Wirkung auf dem Fachwerk und nicht auf dem Bogen beruht und deshalb in den Lagern vor allem lotrechte Kräfte auftreten. Auch der Langersche Balken, auch Stabbogenbrücke genannt, der eine in sich verankerte Bogenbrücke ist, kann als Balkenbrücke gesehen werden, wie sein Name schon besagt. In ihm werden die Kräfte des Bogens neutralisiert; auf den Lagern treten vor allem lotrechte Kräfte auf.
Brücken aus Stahlbeton und aus Spannbeton sind in der Regel Balkenbrücken, insbesondere in der Form von Plattenbrücken oder Plattenbalkenbrücken. Sie sind aber zu unterscheiden von Rahmenbrücken oder anderen Formen von Integralbrücken, die monolithisch mit ihren Pfeilern oder Wänden verbunden sind. Spannbetonbrücken bestehen häufig aus einem Hohlkasten, der aus statischen Gründen gevoutet ist. Es sind Balkenbrücken, auch wenn sie wegen ihrer gekrümmten Unterseite oft mit Bogenbrücken verwechselt werden.